# ستيف فريتز
ستيف فريتز (بالإنجليزية: Steve Fritz) هو منافس ألعاب قوى أمريكي، ولد في 1 نوفمبر 1967 في سالينا في الولايات المتحدة.

## وصلات خارجية
- ستيف فريتز على موقع الاتحاد الدولي لألعاب القوى (الإنجليزية)
- ستيف فريتز على موقع كلية كرة السلة في سبورتس رفرنس.كوم (الإنجليزية)
- ستيف فريتز على موقع أوليمبيديا (الإنجليزية)
- ستيف فريتز على موقع قاعة كنساس للمشاهير الرياضية (مؤرشف) (الإنجليزية)